# Kościół św. Szymona i Judy Tadeusza w Gnojewie
Kościół św. Szymona i Judy Tadeusza – zabytkowy gotycki kościół w Gnojewie, w województwie pomorskim, w pobliżu drogi krajowej nr 22, znajduje się w stanie częściowo zabezpieczonej ruiny. Jeden z najstarszych w Europie kościołów z zachowaną konstrukcją szkieletową, powstałą przed 1323.
Kościół podlega parafii w Szymankowie.

## Historia
Orientowana ceglana świątynia pochodzi z pierwszej połowy XIV wieku. Wnętrze dwunawowe z XVI wieku. Prezbiterium nie wydzielone. W 1818 kościół przekazano protestantom. W latach 1853–1854 została dobudowana wieża. Przy kościele istnieje dawny cmentarz ewangelicki. Po II wojnie światowej kościół był wykorzystywany jako magazyn. We wnętrzu zachowały się XVIII-wieczne malowidła. W XXI wieku zostały przeprowadzone prace zapobiegające zawaleniu świątyni i chroniące ją przed dalszą degradacją.

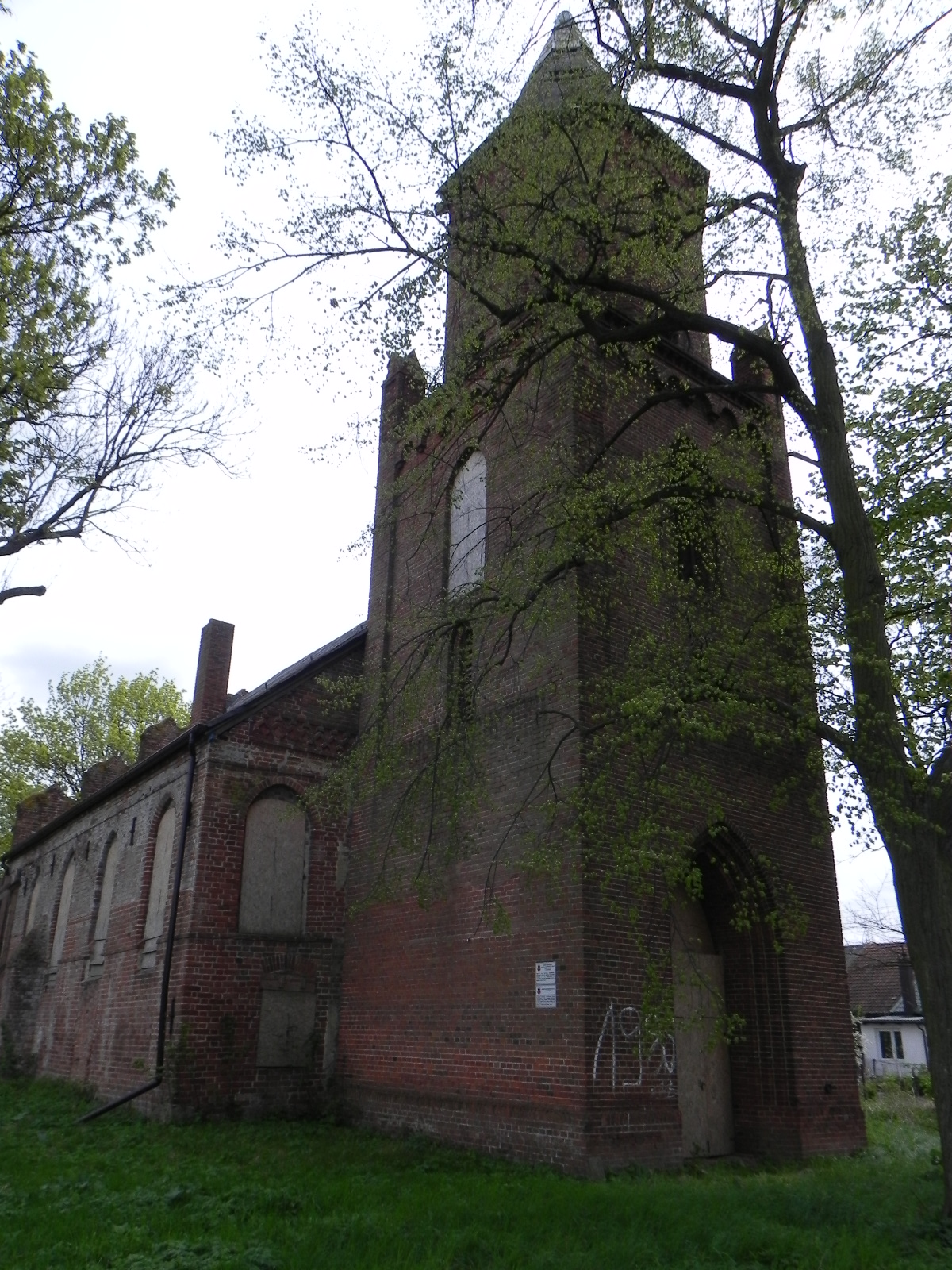
Wieża z połowy XIX wieku
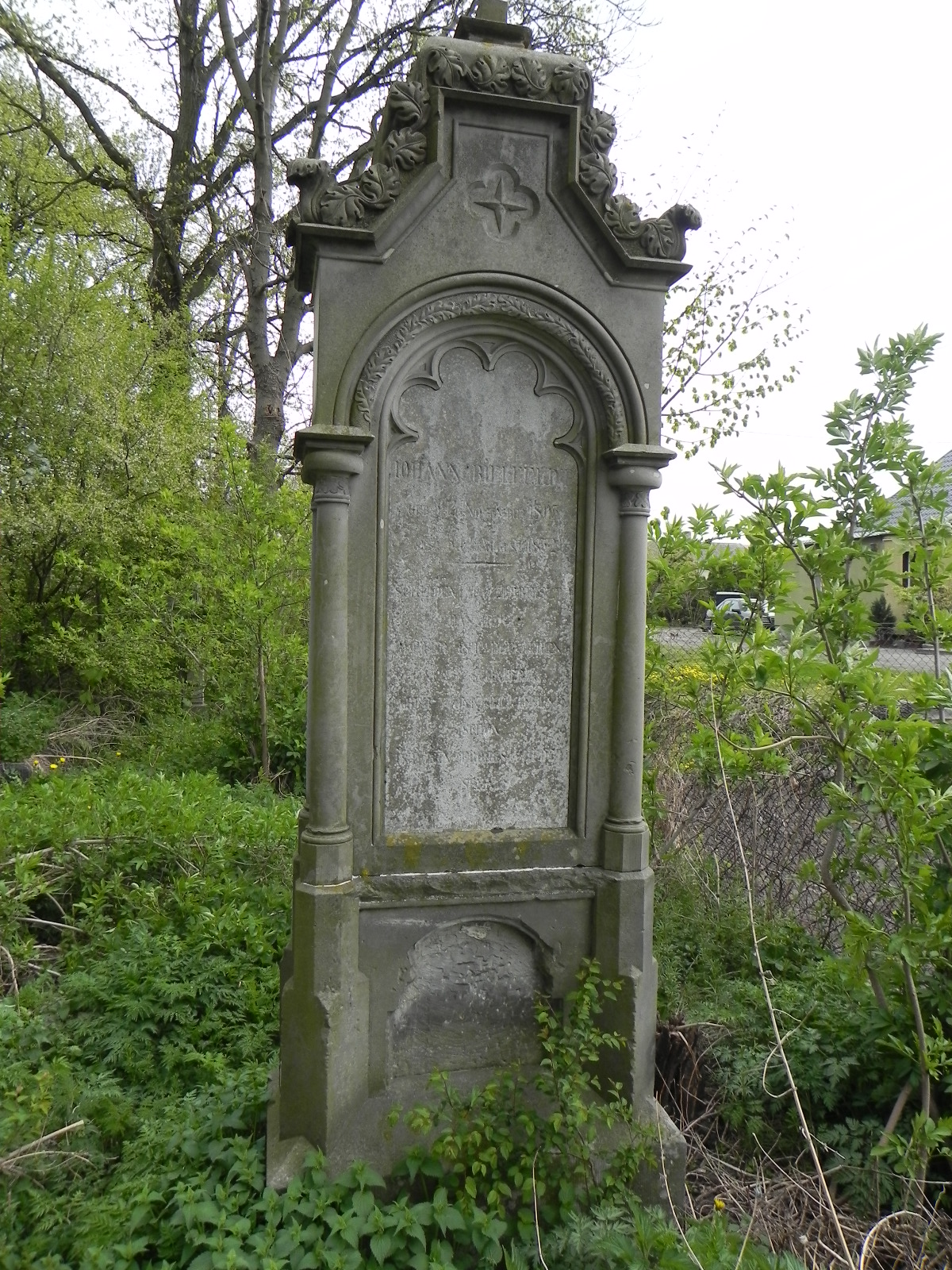
Nagrobek na dawnym cmentarzu ewangelickim